# Rubus hadrocarpus
Rubus hadrocarpus är en rosväxtart som beskrevs av Paul Carpenter Standley och Steyerm.. Rubus hadrocarpus ingår i släktet rubusar, och familjen rosväxter. Utöver nominatformen finns också underarten R. h. adenophorus.